# Río Beni
Le río Beni est une puissante rivière de l'ouest de la Bolivie qui se joint au río Mamoré pour former le río Madeira, principal affluent de l'Amazone. Avec son grand affluent le río Madre de Dios, il constitue la branche mère hydrologique du río Madeira. L'apport du rio Beni constitue 30 % du débit moyen du Madeira à son embouchure dans l'Amazone, ce qui indique l'importance de la rivière.
Son bassin recouvre une superficie de plus de 283 000 km2 (y compris les bassins de tous ses affluents), soit plus vaste que le Royaume-Uni. Il s'étend en Bolivie et au Pérou.
Il constitue un des cours d'eau les plus importants de Bolivie, tant pour sa navigabilité excellente que pour sa richesse ichtyologique

## Géographie
Le Beni naît sur le versant oriental de la cordillère des Andes de la jonction de multiples rivières qui descendent de la montagne. Son parcours peut être subdivisé en trois parties:
- Cours supérieur, comprenant les bassins du río Alto Beni et du rio Kaka
- Cours moyen, jusqu'au confluent avec le Madre de Dios
- Cours inférieur, jusqu'au confluent avec le Mamoré (naissance du Madeira)

## Cours supérieur
Le bassin supérieur du Beni est dendritique et compliqué, car constitué d'un éventail de rivières comparables qui changent de nom à chaque confluent important. Par ailleurs la pluviométrie et l'écoulement sont très hétérogènes entre les hautes vallées andines relativement sèches (de 600 à 1000 mm de pluie par an) et le versant de la montagne (Yungas) qui prend de plein fouet l'humidité qui vient de l'Amazonie (de 4 à 6 mètres de pluie par an). En conséquence, les torrents qui constituent le cours supérieur du Beni grossissent considérablement en quelques dizaines de kilomètres en sortant de la montagne. L'érosion y est l'une des plus actives du bassin de Amazone.
Le Beni naît à la jonction du río Alto Beni et du río Kaka. Le río Alto Beni naît lui-même de la confluence des rivières Cotacajes et Bopi (ou Boopi) qui descendent de la Cordillère Royale, au sud-est de La Paz, qui comporte des sommets très élevés comme le Nevado Illimani (6 462 m). Le río Cotacajes est le plus oriental et le plus important contributeur (300 km, 16 200 km2, 420 m3/s). Il change plusieurs fois de nom (Río Tallija, Leque, Ayopaya, Sacambaya, Cotacajes) et reçoit le río Santa Elena qui est aussi important que lui. Le río Bopi (280 km, 12 640 km2, 200 m3/s) est le plus connu parce que l'une de ses deux branches, le río La Paz, naît de plusieurs torrents qui traversent l'agglomération de La Paz (plus de 2 millions d'ahabitants, la plus haute capitale du monde) dont le Choqueyapu. L'autre branche du río Bopi est le río Tamampaya.
Après le confluent du Cotacajes et du Bopi, le río Alto Beni parcourt une centaine de kilomètres vers le nord-est jusqu'au confluent avec le río Kaka. Ce dernier est plus court que le río Alto Beni son bassin est plus petit, son volume moyen supérieur, mais il est tout aussi compliqué. Il est formé de deux branches, le río Mapiri (200 km) et le río Coroico (150 km) qui se subdivisent eux aussi en d'autres branches plus en amont. Le bassin du río Kaka est tout entier compris dans la région des Yungas tiède et humide. La pluviométrie y est élevée, ce qui explique l'important débit de la rivière (960 m3/s, et même 1 220 m3/s de 1968 à 1973). La tristement célèbre route des Yungas ou « route de la Mort » se situe entre le bassin du río Coroico et La Paz.

## Cours moyen

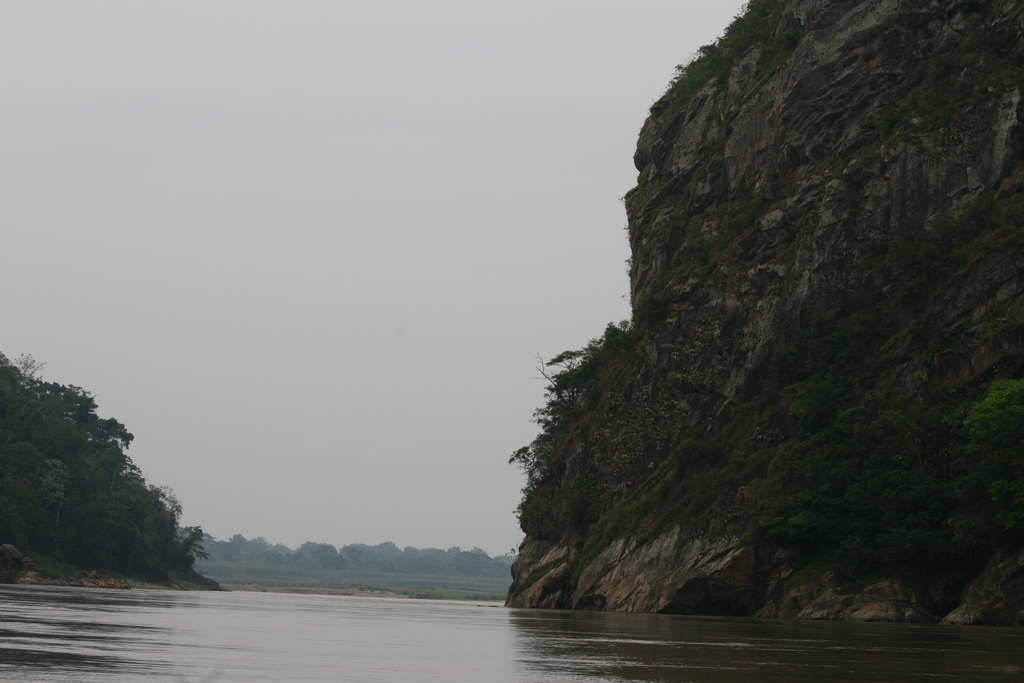
Les gorges du diable sur le Rio Beni.

En aval du confluent Alto Beni / Kaka, le Beni se dirige d'abord vers le nord au sein d'une région de moyenne montagne. Il traverse perpendiculairement deux plis montagneux par de profonds défilés, s'étale dans un large bassin ou il reçoit le río Quiquibey (en rive droite) puis le río Tuichi (en rive gauche), perce deux autres plis montagneux après Angosto de Bala, et atteint la plaine entre les villes de San Buenaventura et Rurrenabaque (17 000 habitants) qui se font face, il se divise en plusieurs bras juste après ces deux villes.
Il change alors d'aspect et devient très sinueux, sa large vallée est parsemée de lacs et bras morts qui démontrent l'instabilité d'une rivière qui a changé de parcours de nombreuses fois. On devine des vallées fossiles qui sont parfois empruntées par des affluents résiduels comme le rio Biata qui suit un cours parallèle avant de rejoindre le Beni en rive droite. Son principal affluent dans cette section est le río Madidi qui le rejoint en rive gauche et donne son nom à un parc national dont le port de Rurrenabaque est la porte d'entrée.

## Confluent avec le Madre de Dios

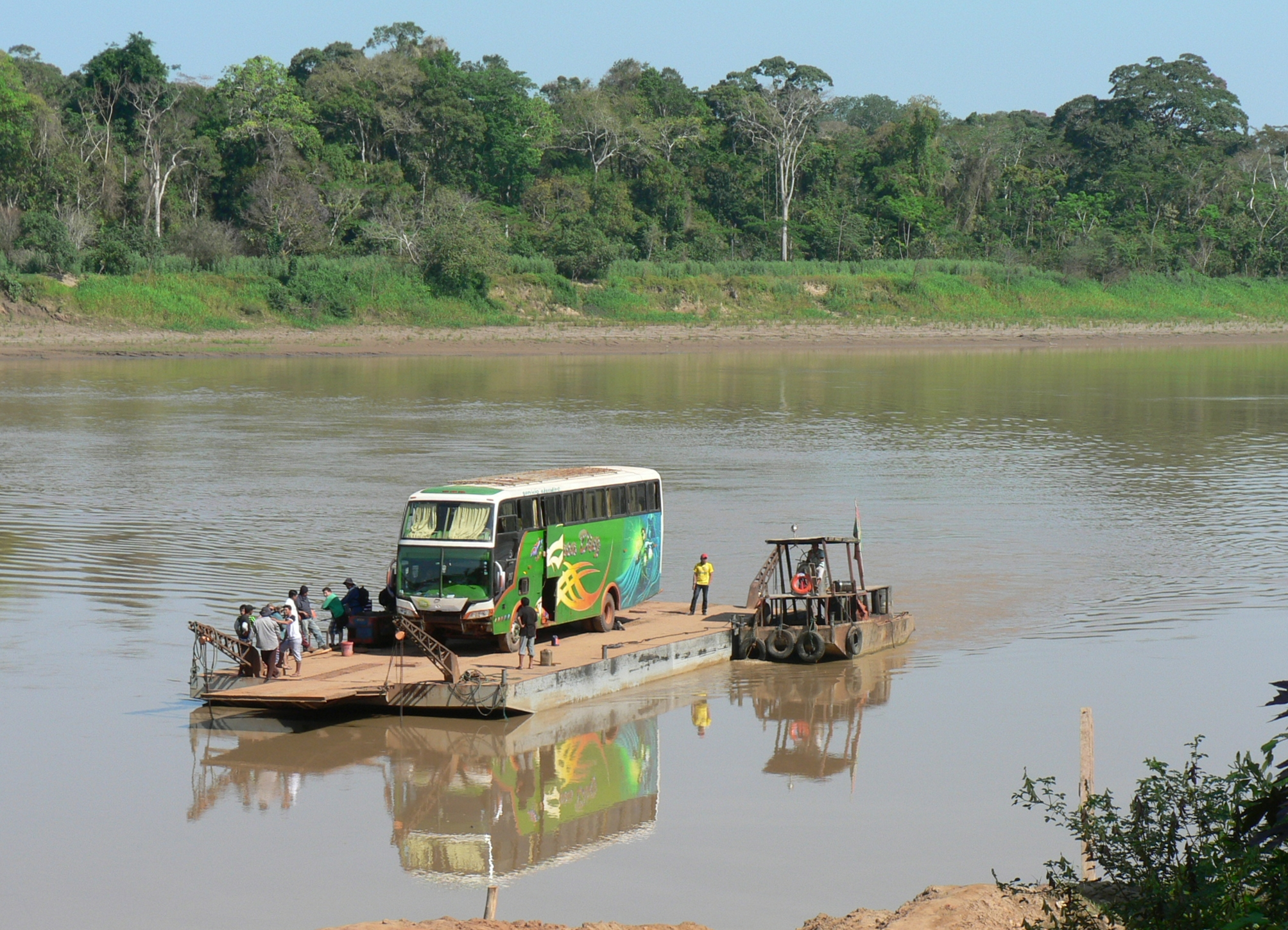
Le Río Beni près de Riberalta

Le Beni atteint l'important carrefour fluvial de Riberalta (100 000 habitants) avec un débit de 2 800 m3/s, dont les deux tiers proviennent des Yungas. il y reçoit en rive gauche son principal affluent (de loin), le río Madre de Dios qui vient du Pérou. À moins que ce ne soit l'inverse, car le río Madre de Dios est légèrement plus long que le Beni, il draine un bassin légèrement plus vaste à la confluence, mais est surtout deux fois plus large et abondant (6 370 m3/s) en raison d'une pluviométrie bien plus élevée sur la partie péruvienne de son bassin. Au confluent, il est évident que le Madre de Dios est le fleuve et le Beni l'affluent, c'est pourquoi il arrive fréquemment que le nom Madre de Dios soit conservé jusqu'à la naissance du Madeira, sans égard pour la désignation officielle choisie par la Bolivie.

## Cours inférieur

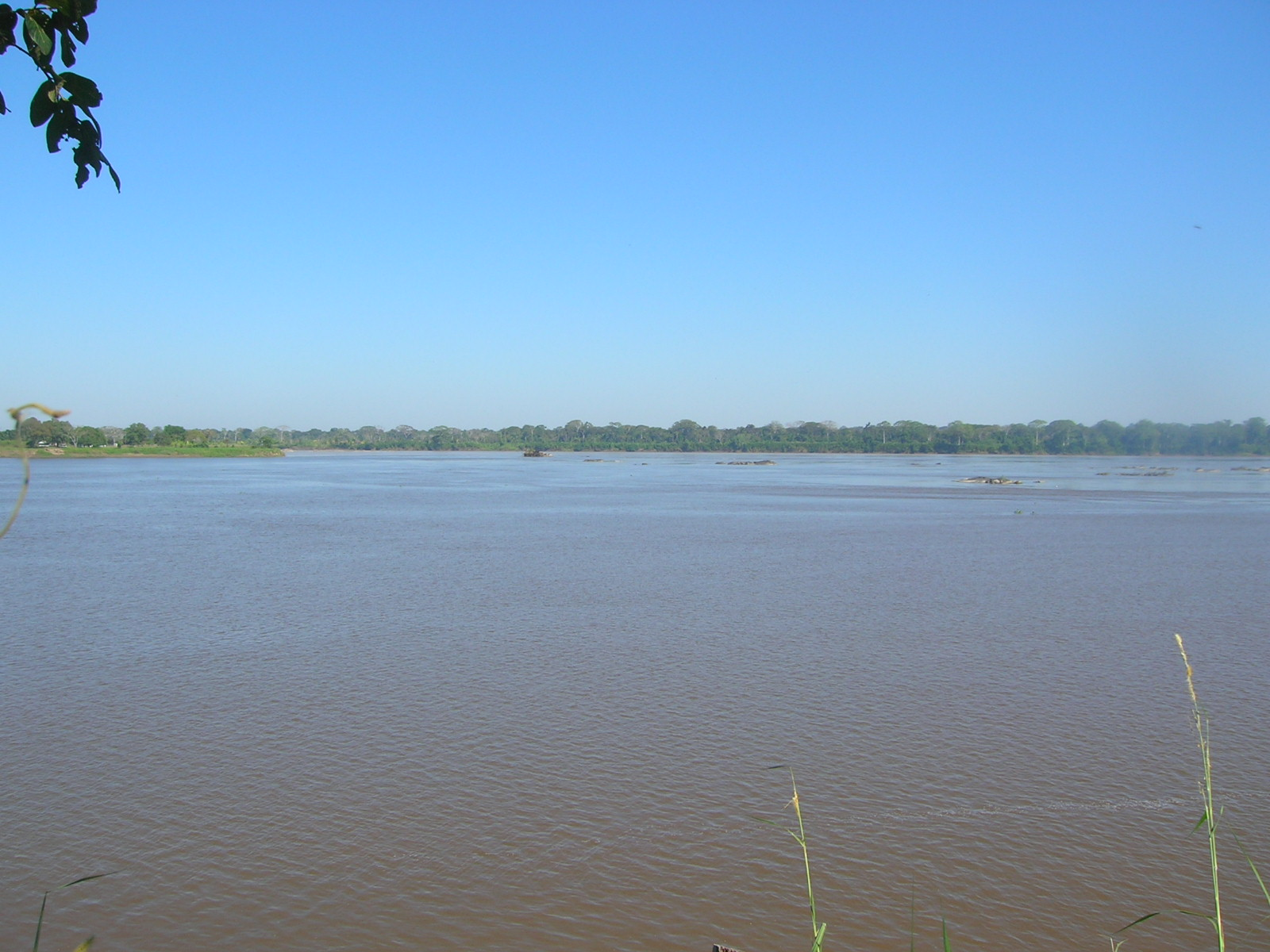
La rencontre du Mamoré (avant-plan) et du Beni (arrière-plan).

Après le confluent du Madre de Dios, le Beni parcourt encore 160 km jusqu'au Madeira. C'est à présent une très grande rivière (9 200 m3/s), dont la largeur atteint environ deux kilomètres, et la profondeur moyenne environ 9 mètres; il reçoit un dernier affluent important, le río Orthon qui vient aussi du Pérou, et suit un cours parallèle au Madre de Dios. Cet affluent apporte 550 m3/s supplémentaires, puis le Beni rejoint le Mamoré pour constituer le Madeira.

## Confluent Beni / Mamoré et naissance du Madeira
Le río Beni est un tributaire essentiel du Madeira. Son débit atteint 9 750 m3/s au niveau de sa confluence avec le Mamoré (8 800 m3/s pour ce dernier, qui est aussi un peu moins large: 1600 m). Le Beni et le Mamoré sont deux énormes rivières dont chacune est plus abondante que la Volga. La disproportion est beaucoup plus nette concernant le volume des sédiments transportés, dont l'apport au Madeira est de 72 % pour le Beni, et 28 % pour le Mamoré. Ce taux explique sa couleur bien plus claire que celle du Mamoré, elle marque les eaux du Madeira jusqu'à sa confluence avec l'Amazone, et même après, car le Madeira double la charge alluvionnaire du fleuve jusqu'à la mer.

## Affluents
- río Alto Beni (400 km avec le Cotacajes, 31 240 km2, 860 m3/s, branche mère sud-est)
- río Biata (230 km)
- río Kaka (250 km avec le Mapiri-Consata, 21 000 km2, 960 m3/s, branche mère ouest)
- río Madidi (390 km, 11 500 km2, 370 m3/s)
- río Madre de Dios (1230 km avec le río Manú, 125 000 km2, 6 370 m3/s)
- río Orthon (700 km avec le rio Tahuamanú, 33 725 km2, 550 m3/s)
- río Quiquibey (130 km, 2 900 km2, 170 m3/s)
- río Tuichi (260 km, 9 800 km2, 480 m3/s)